# Stazione di Cignoni
La stazione di Cignoni è una stazione ferroviaria posta nelle campagne del comune di Nurallao lungo la ferrovia Isili-Sorgono, dal 1997 utilizzata esclusivamente a scopi turistici.

## Storia
Lo scalo fu istituito dalla Società italiana per le Strade Ferrate Secondarie della Sardegna nell'ultima parte dell'Ottocento in corrispondenza della casa cantoniera numero diciannove della Isili-Sorgono, risultando attivo nel 1897. La stazione inizialmente fu creata per l'esclusivo servizio merci, mentre solo negli anni trenta del Novecento fu avviato il servizio viaggiatori che vedeva inizialmente l'impianto utilizzato come fermata facoltativa.
Dalle SFSS si passò alla gestione della Ferrovie Complementari della Sardegna nel 1921; in quegli stessi anni la stazione fu sottoposta ad interventi di potenziamento correlati all'attività estrattiva nell'area di Nurallao, in particolare legata all'argilla: l'impianto di Cignoni divenne il punto di carico per l'invio via ferrovia della produzione locale verso Cagliari e furono realizzati dei brevi raccordi tra lo scalo e le cave più vicine.
L'attività legata al trasporto dell'argilla andò avanti a Cignoni sino agli anni sessanta, in seguito nella stazione cessò progressivamente il servizio merci mentre rimase attivo quello viaggiatori sino agli anni della gestione governativa delle Ferrovie della Sardegna, subentrate alle FCS nel 1989. Dal 16 giugno 1997 infatti l'intera Isili-Sorgono fu chiusa al traffico regolare, venendo destinata all'esclusivo impiego turistico legato al progetto Trenino Verde. Ciò portò alla quasi totale cessazione dell'attività della stazione di Cignoni, passata nel 2010 alla gestione dell'ARST, che da allora è inutilizzata per buona parte dell'anno.

## Strutture e impianti
Ubicata nelle campagne a nord-est di Nurallao, la stazione di Cignoni è di tipo passante ed è dotata essenzialmente di due binari a scartamento da 950 mm. Nell'area è inoltre presente il fabbricato di quella che era la casa cantoniera numero diciannove della ferrovia.

## Movimento
Dal 1997 lo scalo è utilizzato esclusivamente per le relazioni turistiche del Trenino Verde, effettuabili su richiesta delle comitive dei turisti nel corso dell'intero anno oltre che secondo un calendario tra la primavera e l'autunno, che vede la maggior frequenza di treni nel periodo estivo.